# 走到底
《走到底》是中国于2001年上映的一部公路片，亦是中国第一部公路片。影片由莫文蔚和姜武主演，台湾艺人张震岳也在本片中出演角色。影片讲述了跑长途的过程中司机和搭车的女乘客经过四天三夜而改变彼此命运的故事。